# دنيس كرين
دنيس كرين (بالإنجليزية: Dennis Crane)‏ هو لاعب كرة قدم أمريكية أمريكي، ولد في 23 فبراير 1945 في سان بيرناردينو في الولايات المتحدة، وتوفي في 30 نوفمبر 2003 في سكرانتون في الولايات المتحدة.

## وصلات خارجية
- دنيس كرين على موقع مرجع كرة القدم المحترفة.كوم (الإنجليزية)